# Heike Fransecky
Heike Fransecky (* 1972) ist eine deutsche Textdichterin.
Sie schrieb Schlagertexte u. a. für Gaby Baginsky, Ute Freudenberg, Xandra Hag, Christian Lais, Ireen Sheer, Michelle, Die Klostertaler, Johannes Kalpers, Michael Morgan, Bata Illic, Michael Heck, Janis Nikos, Uta Bresan und Simone, Leonard. Für Gerd Christian ist sie die Exklusivautorin.
In der Jahresbilanz der Rundfunkhitparaden 2007 belegte sie Platz 2 als Textdichterin und Platz 5 als Produzentin. Dreimal waren von ihr getextete Lieder in der Endausscheidung des Grand Prix der Volksmusik vertreten.
Heike Fransecky arbeitet u. a. mit folgenden Komponisten zusammen: Andreas Goldmann, David Brandes und Uwe Haselsteiner.

## Auszeichnungen
- 2015 Deutscher Musikautorenpreis in der Kategorie Text Schlager